# Anitys rubens
Anitys rubens är en skalbaggsart som först beskrevs av Hoffmann 1803.  Anitys rubens ingår i släktet Anitys, och familjen trägnagare. Enligt den svenska rödlistan är arten nära hotad i Sverige. Arten förekommer i Götaland, Öland och Svealand. Artens livsmiljö är skogslandskap, jordbrukslandskap.